# 姆霍沃兵站
姆霍沃兵站（Mhow Cantt.），是印度中央邦Indore县的一个城镇。总人口85023（2001年）。

## 人口
该地2001年总人口85023人，其中男性46023人，女性39000人；0—6岁人口10502人，其中男5474人，女5028人；识字率72.13%，其中男性为78.25%，女性为64.91%。